# Ninon Chapelle
Ninon Chapelle (15 de abril de 1995) es una deportista de Francia que compite en atletismo. Ganó una medalla de bronce en el Campeonato Europeo de Atletismo por Equipos de 2019, en la prueba de salto con pértiga.